# 바푸욘

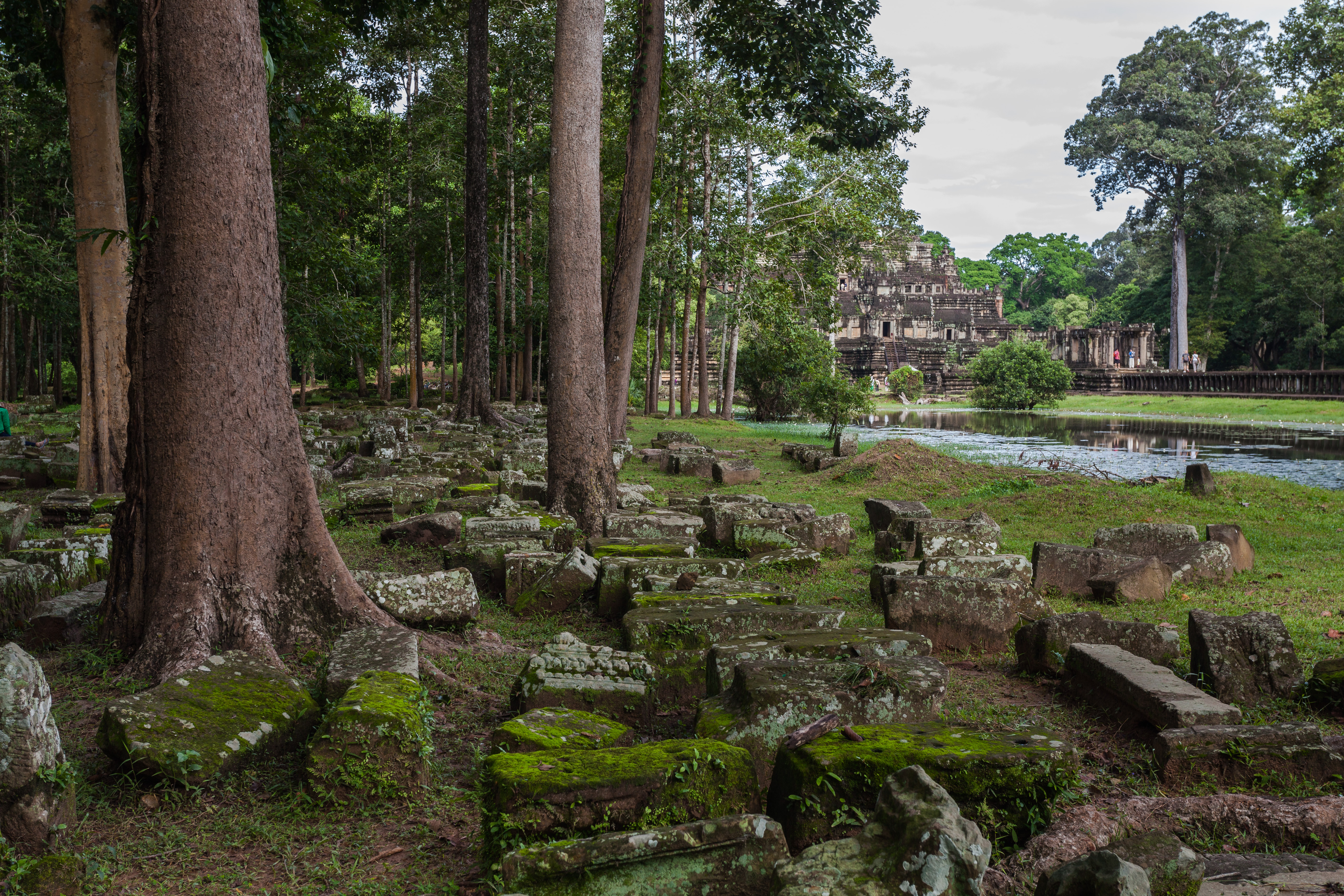
바푸욘

바푸욘(Baphuon)은 바이욘의 북서쪽으로 앙코르 톰에 위치해 있는 캄보디아 앙코르 사원이다. 11세기 중반에 건립된 3층 구조의 사원 산으로 시바를 모시며, 우다야디티아바르만 2세의 국사로 건립되었다. 바푸욘 스타일의 아치형을 하고 있다.

## 개요
황궁 남쪽의 성벽과 인접하고 있고, 동서로 120m, 남북으로 100m에 이르며, 높이는 50m로 탑을 제외하고도 기초와 기둥을 이루는 부분이 34m 높이에 이른다. 외양이 13세기 원나라 성종 테무르 칸에게 인상을 심어주어서 주달관을 특사로 파견하기에 이른다. 주달관은 1296년부터 1297년까지 방문을 하게 되는데, 청동탑으로 정말로 놀랄만한 규모이며, 아래에 있는 10개의 예배당을 능가한다고 서술하였다. 15세기 말에, 바푸욘은 불교 사원으로 전환되었다. 9m의 높이에, 70m 길이의 와불상이 서쪽 2층에 세워지고, 8m의 탑을 무너뜨려야 하기 때문에, 지금은 없어져 버리고 말았다. 이 사원은 모래로 땅을 채워 건립되었고, 그 큰 규모 때문에 계속 지반의 불안정을 일으켜 온 것 같다. 부처상이 세워질 때 큰 부분은 이미 붕괴되었고 말았다.

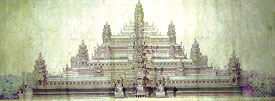
바푸욘

20세기에 와서 대부분의 사원들이 붕괴되었고, 복원 시도는 또 다른 문제를 야기하였다. 첫 번째 복원 시도는 1960년에 시작되었고, 크메르루주의 집권으로 중단되어, 돌의 위치를 기록한 문서가 분실되었다.
두 번째 시도는 1995년에 프랑스 팀에 의해 이뤄졌는데, 방문자들의 접근을 제한하고 2005년까지 계속 진행되었다. 2006년 3월에 관광객들의 부분적인 접근이 허용되었다. 완전한 복원까지는 최소한 2년 이상의 복원기간이 소요될 것으로 예상된다.